# Did I Shave My Legs for This?
Did I Shave My Legs for This? é um álbum de Deana Carter, lançado em 1995.